# Transplantace ledvin

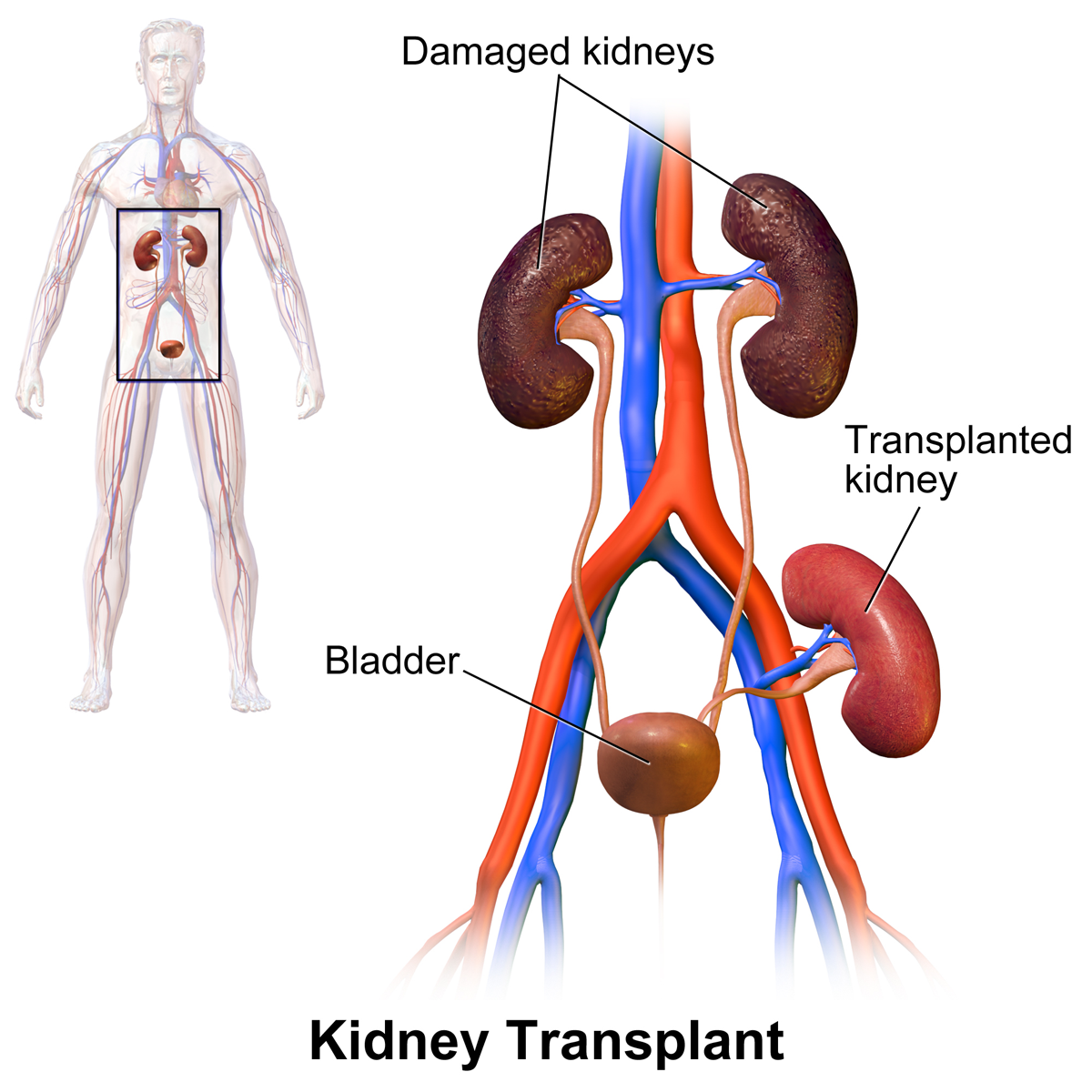
Transplantace ledvin

Transplantace ledvin je indikována u pacientů, u nichž dochází k chronickému renálnímu selhání. Ledvina může pocházet od zemřelého nebo žijícího dárce. V případě žijícího dárce může jít o transplantaci od příbuzného nebo nepříbuzného dárce.
Pokud jsou pacienti považováni za vhodné kandidáty k transplantaci, mohou být zařazeni na čekací listinu, aby obdrželi ledvinu od zemřelého dárce. Novou ledvinu mohou získat rychle, ale také na ni mohou čekat mnoho let; ve Spojených státech je průměrná čekací doba tři až pět let. Při transplantaci se nová ledvina většinou umístí do podbřišku. Pacientovi obvykle zůstávají původní ledviny, pokud není medicínský důvod k jejich odebrání.
Lidé, kteří mají transplantovanou ledvinu, obecně žijí déle než lidé s chronickým renálním selháním, kteří docházejí na dialýzu, a také mohou mít vyšší kvalitu života. Příjemci transplantované ledviny však berou imunosupresiva, aby jejich tělo novou ledvinu neodmítalo. Dlouhodobá imunosuprese je však vystavuje vyššímu riziku infekcí a rakoviny.
První úspěšná transplantace ledviny byla provedena v roce 1954 týmy amerických chirurgů Josepha Murraye a Hartwella Harrisona. Murray byl za svou práci oceněn v roce 1990 Nobelovou cenou za fyziologii a lékařství. V roce 2018 bylo celosvětově provedeno asi 95 479 transplantací ledvin, z nichž 36 % pocházelo od žijících dárců.

## Historie
Jako jeden z prvních o možnosti transplantace ledviny uvažoval americký badatel Simon Flexner, který na Chicagské univerzitě v roce 1907 prohlásil, že v budoucnu bude možné nahradit nemocné lidské orgány, včetně tepen, žaludku, ledvin a srdce, za zdravé.
V roce 1933 se chirurg Jurij Voronoy z Chersonu na Ukrajině pokusil o první transplantaci s využitím ledviny, která byla šest hodin předtím odebrána zesnulému dárci. Pacient zemřel o dva dny později, protože štěp nebyl kompatibilní s jeho krevní skupinou a jeho tělo ho nepřijalo.
Teprve 17. června 1950 provedl Dr. Richard Lawler úspěšnou transplantaci Ruth Tuckerové, 44leté ženě s polycystickým onemocněním ledvin v Little Company of Mary Hospital v Evergreen Park v Illinois. Přestože jí darovaná ledvina fungovala jen 10 měsíců, protože v té době nebyla k dispozici imunosupresivní léčba, získala tak čas, během nějž se zotavila její vlastní zbývající ledvina a žila dalších pět let.
Transplantaci ledvin mezi žijícími pacienty provedl v roce 1952 v nemocnici Necker v Paříži Jean Hamburger; k selhání nové ledviny však došlo po třech týdnech.
První skutečně úspěšná transplantace byla provedena v roce 1954 v Bostonu. Dne 23. prosince 1954 ji v Brigham Hospital provedli Joseph Murray, J. Hartwell Harrison, John P. Merrill a další. Operace byla provedena mezi jednovaječnými dvojčaty Ronaldem a Richardem Herrickem, což omezilo problémy spojené s imunitní reakcí. Za tuto a pozdější práci dostal Murray v roce 1990 Nobelovu cenu za fyziologii a lékařství. Příjemce, Richard Herrick, zemřel osm let po transplantaci na komplikace s ledvinou dárce, které ale nesouvisely s transplantací.
V červenci 1959 Peter Raper provedl první úspěšnou transplantaci od zesnulého dárce v Leedsu ve Spojeném království. O rok později, v roce 1960, došlo v Edinburghu ve Spojeném království k první úspěšné transplantaci ledviny od žijícího dárce, a to mezi jednovaječnými dvojčaty.
Dne 21. března 1966 byla provedena první úspěšná transplantace ledviny v Československu. Provedli ji lékaři z IKEM. Pacientem byl 24letý Karel Pavlík, kterému darovala ledvinu jeho maminka. Žil tři roky, což odpovídalo tehdejšímu stavu imunologického poznání. O dva roky později rovněž v IKEM voperovali prvnímu pacientovi ledvinu od zemřelého dárce.
V listopadu 1994 provedla Sultan Qaboos University Hospital v Ománu úspěšně transplantaci ledviny od nejmladšího zemřelého dárce na světě. Dítě ve věku 33 týdnů bylo dárcem pro 17měsíčního příjemce, který žil po dalších 22 let.

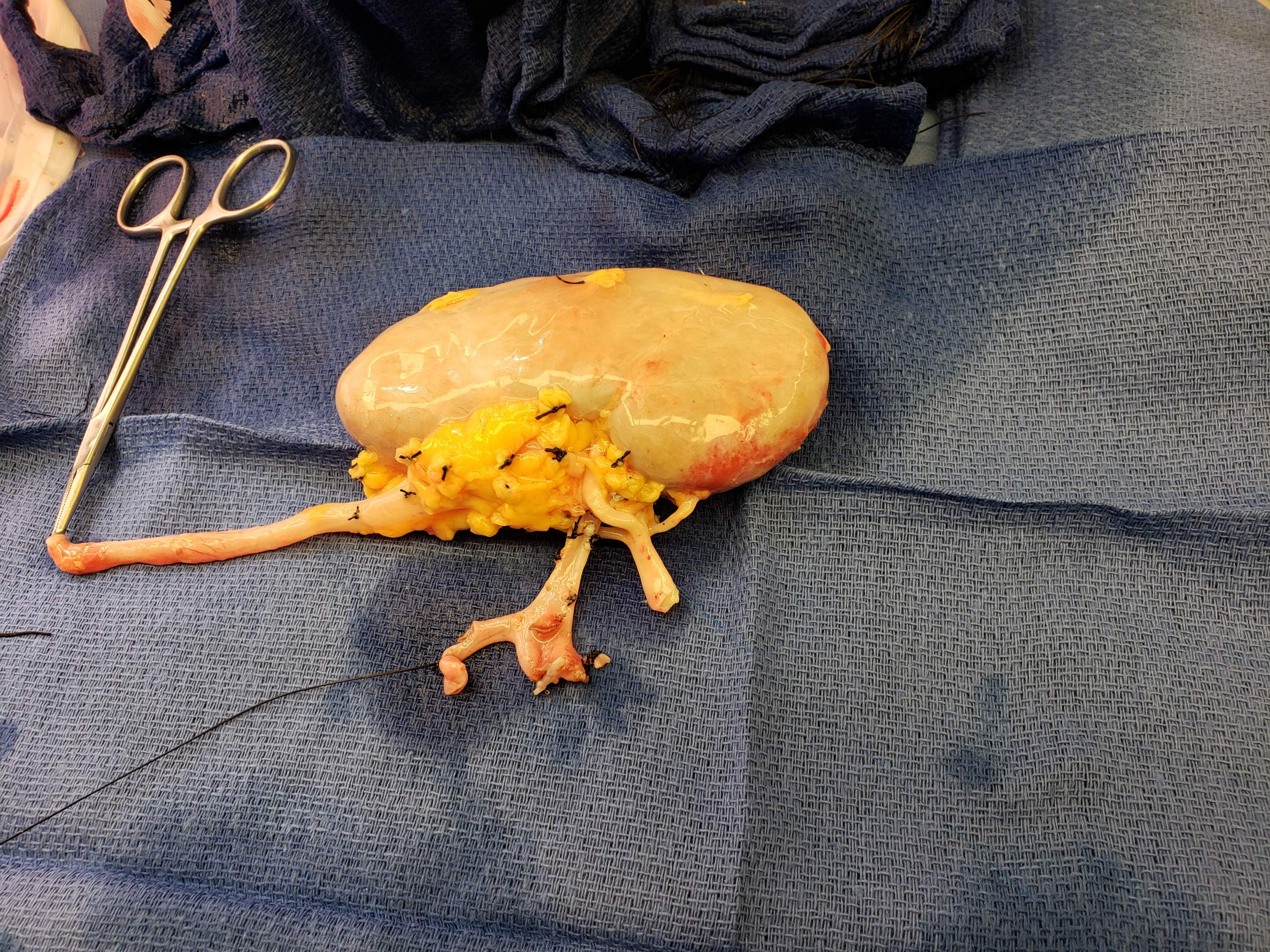
Ledvina od žijícího dárce připravená k transplantaci

## Transplantace ledviny a slinivky
V některých případech se ledvina transplantuje společně se slinivkou břišní. Chirurgové Richard Lillehei a William Kelly z University of Minnesota provedli v roce 1966 první úspěšnou transplantaci ledviny a zároveň slinivky na světě. Tato operace se provádí u pacientů s diabetem 1. typu, u kterých je diabetes způsoben destrukcí beta buněk slinivky břišní a u kterých diabetes způsobil selhání ledvin (diabetická nefropatie). Téměř vždy se jedná o transplantaci od zemřelého dárce.

## Prognóza
Transplantace ledviny je život prodlužující operace. Pacienti žijí s transplantovanou ledvinou průměrně o 10 až 15 let déle, než kdyby zůstali na dialýze. Prodloužení života je výraznější u mladších pacientů, ale i 75letí příjemci (nejstarší skupina, pro kterou existují data) získávají v průměru čtyři roky života navíc.

## Známí příjemci ledviny
- Elke Büdenbender (* 1962), manželka prezidenta Německa, transplantace v srpnu 2010
- Andrew Cole (* 1971), anglický fotbalista, transplantace v dubnu 2017 [17] [18][19]
- Natalie Cole (1950–2015), americká zpěvačka, transplantace v roce 2009 (přežití: 6 let)
- Gary Coleman (1968-2010), americký herec, první transplantace <5 let, druhá transplantace ve 14 letech ( c. 1981 ) [20]
- Selena Gomez (* 1992), americká zpěvačka, skladatelka a herečka, transplantace v roce 2017
- Sarah Hyland (* 1990), americká herečka, transplantace v roce 2012
- Ivan Klasnić (* 1980), chorvatský fotbalista, transplantace v roce 2007
- Jimmy Little (1937–2012), australský hudebník a herec, transplantace v roce 2004 (přežití: 8 let)
- Jonah Lomu (1975–2015), hráč rugby Nového Zélandu, transplantace v roce 2004 (přežití: 11 let)
- Aries Merritt (* 1985), americký atlet a rekordman, transplantace v roce 2015
- Alonzo Mourning (* 1970), americký basketbalový hráč, transplantace v roce 2003
- Billy Preston (1946–2006), americký hudebník, transplantace v roce 2002 (přežití: 4 roky)
- Neil Simon (1927–2018), americký dramatik, transplantace v roce 2004 (přežití: 14 let)

## Známí příjemci ledviny v Česku
- Eva Elsnerová (*1973), česká herečka, transplantace v roce 2011
- Michal Jančařík (* 1975), český televizní moderátor
- Miroslav Jansta (*1962), český právník a sportovní funkcionář
- Renata Kalenská (* 1974), česká novinářka a moderátorka, transplantace ledviny i slinivky v roce 2018
- Radko Martínek (* 1956), český politik, ministr a bývalý hejtman Pardubického kraje, transplantace v roce 2011
- Petr Mikolanda (* 1984), český fotbalový trenér a bývalý hráč, 1.transplantace 2011, 2. transplantace v roce 2021
- Vít Olmer (* 1942), český herec a režisér, transplantace jater i ledviny v roce 2006
- Ivo Šmoldas (* 1955), český básník, redaktor, moderátor a překladatel , transplantace v roce 2021
- Jiří Zelenka (* 1972), český hokejista , transplantace v roce 2019